# (8234) Nobeoka
(8234) Nobeoka (1997 VK8) – planetoida z pasa głównego asteroid okrążająca Słońce w ciągu 4,86 lat w średniej odległości 2,87 au. Odkryta 3 listopada 1997 roku.